# Потяг динозавра
«Потяг динозавра» (англ. «Dinosaur Train») — канадсько-американсько-сінгапурський анімаційний телесеріал, створений The Jim Henson Company.

## Історія створення
Шоу налаштовано у примхливий доісторичний світ джунглів, боліт, діючих вулканів та океанів, все кишить динозавром та іншим тваринним життям, і з'єднане потягом, відомим як Поїзд динозавра. Цей паровий двигун можна налаштувати для динозаврів усіх типів: у вікнах розміщені зауроподи з довгими шиями, у Вагоні спостереження для великих тероподів є достатня кількість головок, а Аквакар - акваріум для пасажирів, що їдуть на море. Сам потяг керується Troodons, як найрозумніші динозаври в цьому вигаданому Всесвіті. Поїзд динозаврів об'їжджає весь світ - він навіть перетинає океани та внутрішні моря, зупиняючи відвідування підводних доісторичних тварин. Він може подорожувати через всю мезозойську епоху, "епоху динозаврів", проходячи через чарівні тунелі часу до періодів тріасового, юрського та крейдового періодів.
Світ поїздів динозаврів бачиться очима Бадді Тиранозавра. У головній назві пісні шоу ми дізнаємось, що Бадді прийняли містер та місіс Птеранодон. Він вилупився одночасно зі своїми братами-сестрами Птеранодон Тіні, Блискучі та Дон. Подорожуючи в поїзді динозаврів навколо мезозою, забезпеченим усіма фактами динозаврів за допомогою диригента Троодона, Бадді дізнається, що він - тиранозавр. Будучи усиновленою дитиною в сім'ї змішаних видів, Бадді цікавиться різницями між видами і обіцяє дізнатися про всіх динозаврів, які він може, їхавши на поїзді динозаврів. Види динозаврів, представлені у шоу, - це фактичні динозаври, виявлені палеонтологами.